# Инжењерство
Инжењерство је примена математике, науке, економије, емпиријских доказа, друштвеног познавања и практичног научног сазнања, на изумевање, пројектовање, анализу и/или конструисање разних врста технологија, које је могуће примијенити или искористити у практичне сврхе. Остварује се знањем и искуством, кроз пројектовање употребљивих објеката или процеса.
Инжењерска дисциплина обухвата опсег специјализованијих поља инжењерства, свако од којих има специфичнији нагласак на одређеној области примењене математике, примењене науке, и типовима примене.
Термин инжењерство је изведен из латинске речи ingenium, са значењем „бистрина, вичност” и ingeniare, са значењем „осмислити, измислити”.

## Дефиниција
Амерички инжењерски савет за професионални развој (ECPD, претходник  организације) је дефинисао инжењерство као:
Креативна примена научних принципа у дизајну или развоју структура, машина, апарата, или производних процеса, или радови који их користе појединачно или у комбинацији; или за конструисање или оперисање истих са пуном спознајом њиховог дизајна; или за предвиђање њиховог понашања под специфичним операционим условима; све у складу с намераваном функцијом, економијом рада и сигурношћу живота и имовине.

## Историја
Инжењерство је постојало од древних времена, када су људи развили изуме као што су клин, полуга, точак и котурача. Термин инжењерство је изведен из речи инжењер, која сама датира уназад до 1390. Касније, кад је дизајн цивилних структура, као што су мостови и зграде, сазрео као техничка дисциплина, термин грађевинско инжењерство је ушао у употребу као начин прављења разлике између оних који су специјализовани у конструисању цивилних грађевина и оних који учествују у дисциплини војног инжењерства.

### Античка ера
Пирамиде у Египту, Акрополис и Партенон у Грчкој, римски аквадукти, апијски пут и Колосеум, Теотивакан, Кинески зид, Брихадесварар храм у Танџавуру, поред многих других, стоје као сведочанство о генијалности и вештини древних цивилних и војних инжењера. Други монументи, којих више нема, као што су били висећи вртови из Вавилона, и светионик у Александрији су били важна инжењерска достигнућа свог времена и сврставани су међу седам светских чуда старог света.
Најранији грађевински инжењер познат по имену је Имхотеп. Као један од званичника фараона Џосера, он је вероватно дизајнирао и надгледао конструкцију Џосерове пирамиде (Степенаста пирамида) у Сакари у Египту око 2630 – 2611. п. н. е. Античка Грчка је развила машине у цивилним и војним доменима. Механизам са Антикитере, први познати механички компјутер, и механички изуми Архимеда су примери раног механичког инжењерства. Неки од Архимедових изума, као и механизам са Антикитере су базирани на софистицираном познавању диференцијалних зупчаника или епицикличних зупчаника, два кључна принципа у теорији машина који су помогли при дизајнирању зупчаничне трансмисије индустријске револуције, и још увек су у широкој употреби у данашње време и мноштву поља, као што су роботика и аутоинжињерство.
Древне кинеске, грчке, римске и мађарске армије су користиле војне машине и изуме као што је артиљерија, коју су развили Грци око 4. века п. н. е., тријера, балиста и катапулт. У средњем веку је развијен требушет.

### Ренесансна ера
Прву парну машину је изградио 1698. године Томас Савери. Развој овог уређаја је довео до почетка индустријске револуције током наредних деценија, омогућавајући почетак масовне продукције.
Са успоном инжењерства као професије у 18. веку, термин је почео да поприма уже значење са фокусом на делатностима у подручјима у којима примењују се математика и наука. Слично томе, осим грађевинског и војног инжењерства, и поља која су до тад била позната као механичке уметности су била инкорпорирана у инжењерство.

### Модерна ера
Изуми Томаса Њукомена и Џејмса Вата су омогућили развој модерног механичког инжењерства. Развој специјализованих машина и машинских алата током индустријске револуције довео је до брзог раста поља механичког инжењерства у самој Британији и широм света.
Џон Смитон је први самопроглашени грађевински инжењер и обично се сматра „оцем” грађевинског инжењерства. Он је био енглески грађевински инжењер одговоран за дизајн мостова, канала, лука, и светионика. Он је исто тако био способан машински инжењер и еминентни физичар. Смитон је дизајнирао трећи Едистонски светионик (1755–59) где је по први пут кориштен 'хидраулични креч' (форма малтера која се може поставити испод воде) и развио је технику која обухвата уклапајуће блокове од гранита у изградњи светионика. Његов светионик је остао у употреби до 1877. године, након чега је био демонтиран и делимично поново склопљен на локацији Плимут Хо, где је познат као Смитонов торањ. Он је важан у историји, открићу и развоју модерног цемента, јер је он идентификовао композиционе захтеве неопходне за добијање „хидрауличности” у кречу. Овај рад је ултиматно довео до изума Портланд цемента.
Попис Сједињених Држава из 1850. године наводи занимање „инжењер” по први пут са бројем пописаних од 2.000. Било је мање од 50 дипломираних инжењера у САД пре 1865. Године 1870. је у САД дипломирало десетак машинских инжењера, а тај се број повећао на 43 годишње 1875. Године 1890, било је 6.000 инжењера у грађевинском, рударском, машинском и електричном сектору.
У Кембриџу није постојала катедра за примењену механику и примењену математику до 1875, а у Оксфорду је инжењерска катедра формирана 1907. Немачка је раније успоставила техничке универзитете.

Основе електричног инжењерства су током 1800-их обухватале експерименте Алесандро Волте, Мајкла Фарадеја, Георга Ома и других, изум електричног телеграфа 1816. године и електричног мотора 1872. Теоретски рад Џејмса Максвела (погледајте: Максвелове једначине) и Хајнриха Херца у касном 19. веку су довеле до развоја поља електронике. Каснији изуми вакуумске цеви и транзистора су даље убрзали развој електронике до те мере да су електрични и електронски инжењери у данашње време бројнији од њихових колега у другим инжењерским специјалностима.
Хемијско инжењерство се развило у касном деветнаестом веку. Производња индустријских размера је захтевала нове материјале и нове процесе. До 1880. потреба за производњом хемикалија у великим размерама је била таква да је настала нова индустрија, посвећена индустријском развоју и производњи хемикалија у новим постројењима. Улога хемијског инжењера је била да дизајнира хемијска постројења и процесе.
Аеронаутичко инжињерство се бави процесом дизајна авиона, док је ваздухопловно инжењерство модернији термин који проширује досег дисциплине тако да се обухвата и дизајн свемирских летелица. Његово порекло се може пратити уназад до авијационих пионира са почетка 20. века, мада је рад Џорџа Кејлија недавно био датиран на последњу деценију 18. века. Рана сазнања аеронаутичког инжењерства су углавном била емпиријске природе са неким од концепата и вештина преузетим из других грана инжењерства.
Први  у инжењерству (технички, примењеној науци и инжињерству) у Сједињеним Државама је додељен Џошуи Виларду Гибсу са Јејлског универзитета 1863. године; то је исто тако био други PhD додељен за науку у САД.
Само неколико деценија након успешних летова браће Рајт, дошло је до екстензивног развоја аеронаутичког инжењерства путем развоја војних авиона који су кориштени у Првом светском рату. У међувремену, истраживања да се обезбеди фундаментална научна основа су настављена комбиновањем теоретске физике са експериментима.
Године 1990, са појавом рачунарске технологије, прву претраживачку машину је направио рачунарски инжењер Алан Имтиџ.

## Поређење са другим професијама
Сматра се да је инжењерство пројектовање решења практичних проблема. Научници питају „зашто?" и истражују да би одговорили на ово питање. Са друге стране, инжењери желе да знају како да би решили проблем, и како њихово решење може бити примењено.
Другим речима, научници истражују феномене, за које инжењери праве решења проблема или побољшање постојећих решења.
Инжењерска истраживања имају другачији карактер од научних истраживања. Често раде на на пољима где су основна физика и хемија добро разумљиви, али су проблеми сувише комплексни да би били тачно решени. Задатак инжењера је да истраживањем нађу приближна решења која ће решити проблем.
Уопштено се може рећи да научници граде да би учили, а инжењери уче да би знали да граде.
Круцијални задатак инжењерства је препознавање, разумевање и свођење проблема на такав начин да се може добити успешан резултат. То најчешће није довољно да се добије успешан продукт, јер и други фактори морају бити решени, као што су расположиви ресурси, физичка и техничка ограничења, флексибилност за будуће модификације, и други фактори.

### Решавање проблема
Инжењери користе своје знање науке и математике, и емпиријско (рационално/одговарајуће) искуство да пронађу одговарајуће решење проблема. Стварање одговарајућег математичког модела проблема им омогућује да га анализирају и испробају могућа решења. Обично постоји више прихватљивих решења, тако да инжењери морају да вреднују различита (конструкцијска) решења у погледу њихових особина и да одаберу оно решење које испуњава највише њихових захтева. Компромиси су у сржи сваког инжењерског пројектовања; најбољи пројекат је обично онај који испуњава што је могуће више захтева.
Инжењери обично покушавају да предвиде колико успешно ће њихови објекти (пројекти) да задовоље постављене захтеве, пре него што се објекти у потпуности направе. Да би се утврдило колико ће (машински или грађевински) објекат да буде функционалан, или колико ће да траје, користе се између осталог: прототип, макета, симулација, деструктивно тестирање, недеструктивно тестирање и тестирање напрезања. Тестови дају сигурност да ће се објекат понашати онако како је планирано. Инжењери као професионалци схватају озбиљно своју одговорност да ће објекат задовољити захтеве и да неће угрозити јавност. У пројекте су обично укључени фактори сигурности, да би се смањио ризик од неочекиваног пропадања конструкције. Ипак, што су фактори сигурности већи, конструкција је мање ефикасна.

### Ограничења
У многим савременим државама, решења појединих инжењерских проблема, као што су пројектовање мостова, електрана, турбина или хемијских фабрика, морају да буде одобрена од стране овлашћеног инжењера. Закони који штите здравље и сигурност јавности захтевају да професионалац мора да буде довољно школован и да има одговарајуће радно искуство. У САД, свака држава чланица посебно тестира кандидате и одобрава лиценце тзв. Професионалних инжењера. У Србији је за добијање лиценце у одговарајућој инжењерској области потребно положити државни испит.
Чак и са стриктним испитима за добијање лиценце, инжењерске катастрофе се ипак дешавају. У САД, свака инжењерска дисциплина мора да се придржава свог етичког кода који је подржан ставовима чланова друштва професије.

### Употреба рачунара
Као и у свим другим научним и технолошким подухватима, рачунари и програми играју важну улогу. Нумеричке методе и симулације помажу да се предвиде перформансе објекта прецизније него што је то раније било могуће.
Коришћењем CAD програма (енгл. computer-aided design - рачунарски подржано пројектовање) инжењери могу лакше да моделирају објекте. Рачунарским моделима се могу проверавати стања објекта изложеног разним утицајима без додатних новчаних улагања или прототипа за чију израду је потребно дуго време. Употребом рачунара се лако мењају постојећи модели, а могуће их је и сачувати у библиотеци претходно дефинисаних елемената спремних за коришћење у новим пројектима.
У последњих пар деценија, Метод коначних елемената, FEM (енгл. finite element method analysis), омогућио је развој програма за анализу напрезања, температуре, протока, али и електромагнетних поља. Развијено је мноштво софтвера, а многи од њих су намењени и за анализу динамичких система.
Електронски инжењери користе разне софтвере за решавање проблема струјних кола као помоћ при пројектовању кола која ће да изводе одређене електронске операције када се користе у оквиру штампаних плоча или рачунарских чипова.
Пре или касније електронски рачунари ће бити превазиђени. Инжењери данашњице решавају проблеме чак и коришћењем мобилних телефона, на пример конструкцију греде на градилишту, за шта није потребна употреба лаптоп или десктоп рачунара.

## Етимологија
У енглеском језику реч "engine" значи „мотор“, па је одатле изведен став да назив инжењер потиче од потребе да се означи онај који прави моторе. Ово је мит. У ствари, обе су речи, engine и инжењер, изведене из латинског корена ingeniosus који значи „способан“. Одатле, инжењер је неко ко је паметан и практичан у решавању проблема. Термин је касније еволуирао да би укључио сва поља људске делатности где је потребна употреба научних метода. У неким другим језицима, као што је арапски, реч „инжењерство“ означава и „геометрију“.
У XIX веку, делатности које данас зовемо инжењерским називале су се механичким уметностима.

## Веза са другим дисциплинама
Наука се труди да објасни новооткривене и необјашњене феномене, често правећи математичке моделе осмотрених феномена. Технологија и инжењерство су практична примена знања, најчешће научног. Научници развијају науку, инжењери технологију. Ипак, често се јавља преклапање науке и инжењерства. Није редак случај да научници постану активни у практичној примени својих достигнућа, постајући на кратко инжењери. Слично, у процесу развијања нових технологија, инжењери понекад истражују нове феномене, постајући на кратко научници.
Постоје значајне паралеле између медицине и инжењерства. Обе професије су познате по прагматичности - решење реалног проблема често захтева да се делује пре него што је феномен у потпуности објашњен у строгом научном смислу.
Постоје и блиске везе инжењерства са уметношћу, које су у неким областима директне (архитектура, пејзажна архитектура, индустријски дизајн), а у неким индиректне. Инжењерска и уметничка креативност су понекад нераскидиво везане.

## Инжењери у култури
Историјски, инжењерство се популарној култури прихвата као безидејна и незанимљива област, за коју се често сматра да је домен „штребера“, са нешто мало романтичног схватања хакерске поткултуре. На пример, цртани лик Дилберт је инжењер.
У научној фантастици, инжењери су често представљени као високо образоване, стручне и поштоване особе које разумеју раскошне будуће технологије које се често описују овим жанром. Познати примери су ликови серије „Звездане стазе“: Монтгомери Скот и Џорди ЛаФорџ.

### Оруђа
- Рачунар
- Дигитрон (историјски: шибер)

### Методе
- Математика, посебно Алгебра, Геометрија и Рачун
- Физика
- Хемија
- Наука о материјалима

### Највеће гране (првих 14)
- Аеронаутичко инжењерство
- Пољопривредно инжењерство
- Архитектонско инжењерство
- Биомедицинско инжењерство
- Рачунарско инжењерство
- Грађевинско инжењерство
- Хемијско инжењерство
- Електротехничко инжењерство
- Еколошко инжењерство
- Индустријско инжењерство
- Инжењерство у области материјала
- Машинско инжењерство
- Петролејско инжењерство
- Софтверско инжењерство
  - Види гране инжењерства за потпуну листу.